# Фторацизин
Фторацизин (Phthoracizinum) — 2-Трифторметил-10-(3-диэтиламино-пропионил)-фенотиазина гидрохлорид.
Синоним: Fluacizine.

## Общая информация
По химическому строению близок к нейролептическим веществам фенотиазинового ряда.
Фторацизин оказывает антидепрессивное действие, сочетающееся с седативным эффектом. Обладает сильной центральной и периферической холинолитической активностью.
Применяют в качестве антидепрессанта при тревожно-депрессивных состояниях в рамках маниакально-депрессивного психоза, при шизофрении, если клиническая картина характеризуется выраженными аффективными нарушениями (страх, тревога, эмоциональное напряжение), при реактивных и невротических состояниях, сопровождающихся депрессией, а также при депрессии, обусловленной применением нейролептических препаратов. При депрессивных состояниях с заторможенностью, при атипичных депрессиях у больных с диэнцефальными нарушениями и при инволюционной меланхолии препарат недостаточно эффективен.
Фторацизин можно сочетать с другими (трициклическими) антидепрессантами, нейролептиками, стимуляторами.
Назначают внутрь (после еды) и внутримышечно. При приёме внутрь начинают с 0,05—0,07 г (50—70 мг) в сутки (в 2—3 приёма), затем дозу постепенно увеличивают. Средняя терапевтическая доза 0,1—0,2 г (до 0,3 г) в сутки. Внутримышечно вводят по 0,025 г (2 мл 1,25% раствора) 1—2 раза в день, затем дозу постепенно увеличивают, а при наступлении терапевтического эффекта постепенно заменяют инъекции приёмом препарата внутрь. В связи с центральным холинолитическим эффектом фторацизин можно применять как корректор при экстрапирамидных нарушениях (паркинсонизм, острая дистония и др.), возникающих в период лечения нейролептиками.
Назначают по 0,01—0,06 г (10—60 мг) 1—2 раза в день внутрь или по 0,01—0,04 г (10—40 мг) в день внутримышечно.
При лечении фторацизином возможны понижение АД, слабость, тошнота, боли в конечностях. Относительно часто наблюдаются сухость во рту, нарушение аккомодации, затруднение мочеиспускания.
Препарат широко не применяется.

## Противопоказания
Препарат противопоказан при нарушениях функций печени и почек, язвенной болезни желудка, глаукоме, гипертрофии предстательной железы, атонии мочевого пузыря. Нельзя назначать фторацизин одновременно с ингибиторами МАО.

## Физические свойства
Белый или белый со слабым кремоватым оттенком кристаллический порошок без запаха. Трудно растворим в воде, легко — в спирте. Темнеет на свету; рН 1,25% раствора 3,8—4,8.

## Форма выпуска
- таблетки по 0,01 и 0,025 г, покрытые оболочкой (соответственно жёлтого или зелёного цвета), в упаковке по 50 штук
- 1,25% раствор в ампулах по 1 мл в упаковке по 10 ампул